# Neuromyelitis optica
Neuromyelitis optica(NMO), ook de ziekte van Devic of het syndroom van Devic genoemd, is een auto-immuunziekte en een ontstekingsziekte waarbij het eigen immuunsysteem de oogzenuw en het ruggenmerg aantast. Neuro slaat op de zenuwen, myelitis betekent ontsteking van het ruggenmerg (myelum) en optica staat voor ogen.
Net als bij multiple sclerose (MS) treden er ontstekingen op in de hersenen, maar bij NMO zijn deze anders. De aandoening onderscheidt zich verder van MS onder andere door het voorkomen van AQP4-immunoglobuline; antistoffen in het bloed tegen het eiwit aquaporine-4 (AQP4), dat waterkanaaltjes vormt die onder andere voorkomen in astrocyten in het centrale zenuwstelsel. Deze antistoffen worden ook gevonden in het bloed van patiënten met longitudinal extensive transverse myelitis (LETM), en van sommige patiënten met geïsoleerde neuritis optica.
Bij een variant van NMO, de 'MOG associated' variant (MOGA), worden er ook antistoffen aangetroffen tegen myeline oligodendrocyte glycoproteïne (MOG).
Naast NMO bestaat ook de diagnose NMO(SD), waarbij 'SD' staat voor 'spectrum disorder'. Hiermee worden patiënten aangeduid bij wie niet alle kenmerken van NMO optreden; bij de klassieke NMO treden de oogzenuwontsteking en de ruggenmergontsteking gelijktijdig op.

## Prevalentie
Er zijn nog niet veel statistische gegevens over de prevalentie van NMO voorhanden, deels doordat de ziekte niet altijd wordt herkend en met MS wordt verward. NMO komt vaker voor bij vrouwen dan bij mannen, waarbij vrouwen 2/3 deel uitmaken van de patiënten en meer dan 80% van de groep met een terugkerende vorm van de ziekte. In Nederland wordt de diagnose NMO gemiddeld 17 keer per jaar gesteld: deze is daarmee vele malen zeldzamer dan MS.
NMO komt vaker voor bij aziatische dan bij kaukasische mensen. Bij Japanse patiënten wordt verschil gemaakt tussen optic-spinal MS (OSMS) en classieke MS, en het aandeel OSMS-gevallen is 30% van het totaal aantal MS-gevallen in Japan. Mogelijk is OSMS gelijk aan NMO. In de geografische groep mensen die in de tropen en subtropen wonen is MS zeldzaam, maar waar het voorkomt blijkt het vaak een vorm van OSMS te zijn.
Het grootste deel van de patiënten met NMO hebben geen familieleden met dezelfde symptomen, en het wordt beschouwd als een niet-overerfbare ziekte.

## Pathofysiologie
NMO is een demyeliniserende ziekte, een ziekte die de myeline van de zenuwen aantast. NMO lijkt in bepaalde opzichten op MS, waarbij het immuunsysteem van het lichaam de myeline die de zenuwen omgeven aanvalt. Bij MS komen de aanvallen van de T-cellen, en bij NMO van de AQP4-immunoglobuline. Deze antistoffen vallen AQP4-proteïnen aan die zich tussen de celmembranen van astrocyten bevinden en zich gedragen als kanaaltjes voor het transport van water tussen de celmembranen.
Aquaporine-4 is betrokken bij de processen van de astrocyten die de bloed-hersenbarrière omgeven, een systeem waardoor voorkómen wordt dat er bepaalde stoffen in het bloed in de hersenen komen. Deze bloed-hersenbarrière is verzwakt bij NMO, maar het is anno 2020 nog onbekend hoe deze immuniteitsreactie tot demyelinisatie kan leiden.

## Symptomen
De hoofdsymptomen van NMO zijn: een verminderd zicht en verminderde ruggenmergfuncties. 
- verminderd zicht door oogzenuwontsteking (OZO, oftewel neuritis optica, ON)[12] aan een of beide ogen, o.a. door verminderde scherpte en andere beeldverstoringen zoals kleurverlies, verminderde kleurengevoeligheid of gevoeligheid voor licht.
- verminderde ruggenmergfuncties door ruggenmergontstekingen (myelitis transversa, MT)[13]

Daarnaast kunnen patiënten verschillende symptomen krijgen, zoals een acute en ernstige zwakte, verlamming of spasticiteit van de benen (paraparesis) of van alle ledematen (tetraparesis)) met gevoeligheidsklachten, vaak gepaard gaande met verlies van controle over de functies van de blaas.

## Diagnose
De Amerikaanse Mayo-Clinic heeft in 2006 criteria opgesteld voor de diagnose van NMO. Deze criteria zijn in 2015 nogmaals bevestigd. De richtlijnen voor de diagnose bestaan uit twee basiscriteria, plus ten minste twee van de drie additionele ondersteunende criteria:

### Basiscriteria
1. Neuritis optica - oogzenuwontsteking
2. Acute myelitis - ruggenmergontsteking

### Aanvullende criteria
1. Hersen-MRI voldoet niet aan de criteria van Multiple Sclerosis.
2. Ruggenmerg-MRI met aaneengesloten T2-gewogen signaalafwijkingen die minimaal drie of meer ruggenmergsegmenten bestrijkt, als indicatie van een relatief grote laesie in het ruggenmerg.
3. APQ4-IgG-seropositieve status. De APQ4-IgG-test[15] bepaalt de aanwezigheid van de antilichamen tegen het aquaporin-4.

## Behandeling
Anno 2021 is er geen genezing mogelijk bij NMO. De behandeling bestaat uit behandeling van de aanvallen (schubs) en preventie van nieuwe aanvallen.

### Behandeling van aanvallen
Vroegtijdige behandeling van een aanval kan het herstelproces bevorderen.
Aanvallen worden behandeld met korte kuren met een hoge doses intraveneus corticosteroïden, zoals methylprednisolon.
Als de aanvallen doorgaan of niet reageren op de corticosteroïdenbehandeling, kan plasmaferese een effectieve behandeling zijn. Klinische onderzoek naar deze behandelingen bevatten zeer kleine aantallen patiënten, en de meeste behandelingen hebben ongecontroleerd plaatsgevonden.

### Preventie van nieuwe aanvallen
Geen enkel gecontroleerd onderzoek heeft kunnen aantonen dat een aanval voorkomen kan worden. In Nederland wordt voor de preventie van nieuwe aanvallen anno 2021 bijvoorbeeld rituximab voorgeschreven. In 2007 vond men dat NMO ook reageert op glatirameer en lage dosering corticosteroïden.
Het Europees Geneesmiddelenbureau heeft verder anno 2021 twee medicijnen tegen NMO geregistreerd staan, te weten Enspryng (satralizumab) en Soliris (eculizumab).
Verschillende onderzoekers waren het in 2007 over eens dat immuunsuppressiva die de reactie van het immuunsysteem onderdrukken de frequentie en de ernst van de aanvallen kunnen reduceren, terwijl andere onderzoekers het tegenovergestelde concluderen.

## Beloop
Doorgaans is er binnen een paar weken na de eerste aanval sprake van een verbetering van de symptomen, maar bepaalde, soms ernstige, gevolgen zijn blijvend.
De symptomen kunnen eenmalig zijn, als een eenmalige gebeurtenis met permanente gevolgen. Echter, minimaal 85% van de patiënten heeft een terugkerende vorm van de ziekte met herhaalde ontstekingen in de vorm van myelitis transversa en/of neuritis optica. Bij de patiënten met de eenmalige (monofasische) vorm kan de myelitis transversa en neuritis optica tegelijk ontstaan, of binnen enkele dagen na elkaar.
Herhaling treedt bij 55% van patiënten op binnen een jaar, en bij 90% van de patiënten binnen vijf jaar. Bij NMO is een tweede progressieve fase (waarbij patiënten een toenemende mate van neurologische achteruitgang ervaren tussen aanvallen zonder herstel) zeldzaam, in tegenstelling tot MS. Uit de acute aanvallen komen handicaps voort. Patiënten met een herhaalde (difasische of trifasische) vorm duurt de periode tussen twee aanvallen vaak weken of maanden. Zij hebben vaak een beter motorisch herstel na de eerste episode met myelitis transversa.
Ongeveer 20% van de patiënten met monofasische NMO heeft een permanente gezichtsvermindering en 30% van de patiënten heeft permanente verlammingsverschijnselen in een of beide benen. Bij de patiënten met herhalende neuromyelitis optica heeft 50% binnen vijf jaar verlammingsverschijnselen of volledige blindheid. Bij sommige patiënten met myelitis transversa in het halsruggenmerg resulteerde de ziekte in een geblokkeerde ademhaling en dientengevolge in overlijden. In een bepaalde studie stelde men vast dat dit voorkwam bij 33% van de patiënten. Doordat het spectrum van NMO is vergroot en doordat de criteria zijn verbeterd zijn de behandelopties verbeterd en schatten onderzoekers in 2006 in dat het aantal patiënten dat overlijdt aan NMO zal afnemen.

## Differentiaaldiagnose
Een aantal neurologische aandoeningen laten vergelijkbare symptomen zien:
- Multiple Sclerose (MS)
- Acute gedissemineerde encefalomyelitis (ADEM)
- myelitis tranversa (MT, beïnvloedt alleen het ruggenmerg)

Bepaalde bindweefselziekten als:
- Syndroom van Sjögren
- Systemische lupus erythematodes (SLE)
- Gemengde bindweefselziekte (ook wel 'mixed connective-tissue disease', MCTD)
- Ontstekingen door virussen

### Varianten
Na de ontwikkeling van de NMO-IgG-test, is het spectrum van afwijkingen die vallen onder NMO uitgebreid. In het midden van de jaren 2010 onderkende wetenschappers deze varianten in het NOM(SD)-spectrum:
- Standaardaandoening van NMO, volgende de diagnose van de criteria zoals hierboven beschreven.
- Minimale vorm van NMO, zoals een eenmalige of enkele terugkerende aanvallen van longitudinally extensive myelitis, en bilateraal gelijktijdig of herhalende neuritis optica.
- Aziatische optico-spinale MS (OSMS). Deze variant kan een gevolg zijn van betrokkenheid van het centrale zenuwstelsel zoals bij MS.[25]
- Longitudinally extensive myelitis transversa[26] of neuritis optica gepaard gaande met systemische auto-immuunziekten.
- Neuritis optica of myelitis gepaard gaande met laesies in specifieke hersengebieden zoals de hypothalamus, de nucleus paraventricularis hypothalami en de hersenstam.[17]

Of NMO een afzonderlijke ziekte is of onderdeel is van de grotere spectrum van MS is nog onderwerp van onderzoek. NMO onderscheidt zich doordat het gewoonlijk meer ernstige gevolgen heeft na een acute aanval dan MS; MS laat soms een myelitis transversa zien en oligoclonale banden in het hersenvocht (liquor cerebrospinalis) alsook witte stof-laesies in de hersen-MRI, die alle ongewoon zijn bij NMO maar die bij meer dan 90% van de MS-patiënten gevonden worden.

## Historie
In 1870 was Sir Thomas Clifford de eerste die repte over een verband tussen myelitis en een oogzenuwaandoening. In 1894 beschreven Eugène Devic en zijn doctoraalstudent Fernand Gault 16 patiënten die zichtproblemen hadden in een of beide ogen en binnen enkele weken een ernstige spastische zwakte van de ledematen ontwikkelden en verlies van gevoel van de blaas en verlies van controle over de blaas. Ze schreven deze symptomen toe aan ontstekingen in de oogzenuw en in het ruggenmerg.
Er werden verschillende van deze gevallen beschreven waarbij oogzenuwontsteking en myelitis geconstateerd werden, en velen dachten dat dit bewijs was voor een afzonderlijke klinische toestand, hoewel sommige patiënten andere verschijnselen hadden in delen van de hersenen; een fenomeen dat meer deed denken aan Acute Disseminerende EncefaloMyelitis (ADEM), of MS.
In 2004 identificeerden onderzoekers aan de Mayo-Clinic het aquaporine-4-eiwit als het door de ziekte getroffene eiwit, en ontwikkelden een test om te helpen bij de diagnose NMO door het antilichaam NMO-IgG in het bloed te herkennen. Sommige patiënten met NMO kunnen seronegatief testen op NMO-IgG terwijl de positief NMO-IgG geteste patiënten niet aan de klinische criteria NMO voldoen, dus serologisch testen is anno 2021 een belangrijk onderdeel van de diagnostische procedure. Seropositieve en seronegatieve gevallen worden beschreven op een manier zoals bij ernstige spierzwakte (myasthenia gravis).